# Akihisa Inoue
Akihisa Inoue (井上明久), född 1947, är en japansk forskare inom metallurgi.
Inoue är framför allt känd för forskning kring amorfa metaller, så kallad glasmetall. Efter hans upptäckt att vissa metaller kan behålla en stabil amorf struktur vid en temperatur under smältpunkten, kallas sådana metaller ofta Inoue-legeringar.
Inoue var verksam som professor vid Tohoku universitet, där han även var förståndare för institutet för materialvetenskap under åren 2000 till 2006. 2005 utsågs han till hedersdoktor vid Kungliga Tekniska högskolan.